# 智利共产党（无产阶级行动）
智利共产党（无产阶级行动）（西班牙語：Partido Comunista Chileno (Acción Proletaria)，缩写为PC (AP)）是智利的一个共产主义政党。该党成立于1979年11月8日，分裂自革命共产党。它的意识形态是共产主义、马克思列宁主义、反修正主义。它的政治立场是极左翼。它的总书记是爱德华多·阿特斯。它的总部位于圣地亚哥-德智利。该党是马列主义政党和组织国际会议 (团结和斗争)和革命政党和组织国际协调成员。该党曾有外围组织爱国联盟。